# Spider-Man: Daleč od doma
Spider-Man: Daleč od doma je ameriški superjunaški film iz leta 2019, ki temelji na liku Spider-Mana iz Marvelovih stripov. Producirala sta ga Columbia Pictures in Marvel Studios, distributiral pa Sony Pictures Releasing. Je nadaljevanje filma Spider-Man: Vrnitev domov (2017) in 23. film v Marvel Cinematic Universe (MCU). Film je režiral Jon Watts, scenarij pa sta napisala Chris McKenna in Erik Sommers. V filmu igrajo Tom Holland, Samuel L. Jackson, Zendaya, Cobie Smulders, Jon Favreau, J. B. Smoove, Jacob Batalon, Martin Starr, Tony Revolori, Marisa Tomei in Jake Gyllenhaal. V filmu Petra Parkerja najameta Nick Fury in Mysterio, da se sooči z napadalnimi bitji, medtem ko je Parker na šolski ekskurziji v Evropi.
Razprave o nadaljevanju filma Spider-Man: Vrnitev domov so se začele do oktobra 2016, projekt pa je bil potrjen kasneje istega leta. Holland, Watts in scenaristi so se pridružili projektu konec leta 2017. Leta 2018 sta se igralski zasedbi pridružila še Jackson in Gyllenhaal kot Fury oziroma Mysterio. Holland je objavil naslov filma pred snemanjem, ki se je začelo julija in je potekalo v Angliji, na Češkem, v Italiji in metropolitanskem območju New Yorka. Snemanje je bilo zaključeno oktobra 2018. Tržna kampanja za film je ena najdražji doslej in se je poskušala izogniti razkritju spojlerjev za film Maščevalci: Zaključek pred izidom aprila 2019.
Spider-Man: Daleč od doma je bil premierno predvajan v kitajskem gledališču TCL v Hollywoodu v Los Angelesu 26. junija 2019, v kinematografih Združenih državah pa je bil predvajan 2. julija kot zadnji film v tretji fazi MCU. Film je prejel pozitivne ocene kritikov, s pohvalami za humor, akcijske prizore, vizualne podobe ter nastop Hollanda in Gyllenhaala. Film je po vsem svetu zaslužil več kot 1,1 milijarde dolarjev, s čimer je postal prvi film o Spider-Manu, ki je presegel mejo milijarde dolarjev, četrti najdonosnejši film leta 2019, postal pa je tudi najdonosnejši film Sony Pictures ter 24. najbolj dobičkonosen film vseh časov. Nadaljevanje, Spider-Man: Ni poti domov, je bilo izdano decembra 2021.

## Vsebina
V Ixtencu v Mehiki se Nick Fury in Maria Hill odpraviti raziskati nenaravno nevihto in naletita na zemeljski elemental. Quentin Beck, posameznik s super močmi, Mysterio, pride in premaga bitje. Nato ga najameta Fury in Hill. V New Yorku pa medtem šola za znanost in tehnologijo Midtown zaključuje svoje leto, ki se je znova začelo, da bi sprejela študente, ki so pred petimi leti razpadli zaradi Thanosovih dejanj; zahvaljujoč dejanjem Maščevalcev so se znova pojavili nepostarani. Šola organizira dvotedensko poletno ekskurzijo v Evropo, kjer namerava Peter Parker, ki še vedno žaluje za smrtjo svojega mentorja Tonyja Starka, razkriti sošolki Mary Jane svojo privlačnost do nje. Happy Hogan obvesti Parkerja, da ga namerava Fury kontaktirati, vendar pa Parker zarvne Furyjev telefonski klic.
Parker in njegovi sošolci odpotujejo v Benetke v Italiji, kjer jih napade vodni element. Medtem, ko Parker pomaga zaščititi svoje sošolce, pride Beck in premaga bitje. Fury in Beck se kmalu zatem srečata s Parkerjem, Furry pa mu da Starkova očala, ki so bila namenjena njegovemu nasledniku. Očala mu omogočajo komunikacijo z umetno inteligenco E.D.I.T.H., ki ima dostop do podatkovnih baz družbe Stark Industries in upravlja z veliko zalogo orbitalnega orožja, ter jo prevzame. Beck trdi, da je prispel iz alternativne resničnosti znotraj multiverzuma, kjer so štirje Elementali pobili njegovo družino in uničili njegovo civilizacijo. Beck napoveduje, da bo uničil le še ognjeni Elemental, ki bo napadel Prago na Češkem. Parker zavrne Furyjevo povabilo, da se pridruži boju, in se vrne na svoj razredni izlet, vendar Fury na skrivaj spremeni načrt poti razreda, da bi študente preusmeril v Prago.
Kmalu po prihodu v Prago, je Parker prisiljen pomagati Becku v boju proti ognjenemu elementalu, da bi ponovno zaščitil svoje prijatelje. Beck s Parkerjevo pomočjo uspe uničiti bitje. Zatem Fury in Hill povabita Parkerja in Becka v Berlin, da bi se pogovorili o ustanovitvi nove ekipe superjunakov, vendar se Parker odloči, da se mora Beck odpraviti sam, in preda nadzor nad E.D.I.T.H. njemu. Ko Parker odide, Beck proslavi skupaj z nekdanjimi zaposlenimi v Starkovi industriji, s katerimi je delal, da bi se pretvarjal, da je superjunak. Beck, ki je bil zaradi svoje nestabilne narave odpuščen s položaja Starkovega specialista za holografske iluzije, uporablja napredne projektorje za simulacijo svojih moči in Elementalov. Načrtuje uporabo E.D.I.T.H.-jevih orbitalnih brezpilotnih letal z orožjem, da bi povečal obseg svojih iluzij in se goljufivo uveljavil kot junak na ravni Maščevalcev.
Pozneje, ko Mary Jane pove Parkerju, da ve, da je Spider-Man, odkrijeta, da je kos ostankov, ki jih je našla med bitko z Ognjenim Elementalom, projektor, in par spozna Beckovo prevaro. Parker odpotuje v Berlin v Nemčiji, da bi posvaril Furyja, vendar ga Beck prevara z dovršeno iluzijo in razkrije imena njegovih prijateljev, ki vedo za Beckov načrt, preden ga zbije vlak. Beck ne ve, da je Parker, čeprav poškodovan, preživel. Na Nizozemskem Parker vzpostavi stik s Hoganom, ki ga odpelje v London v Angliji, kjer so njegovi sošolci. Beck uporablja E.D.I.T.H. orkestrirati fuzijo vseh elementalov. Med zrežiranim napadom namerava ubiti Parkerjeve prijatelje, saj je Beck zaskrbljen, da ga bodo z njihovimi informacijami razkrinkali. Parker izboljša svojo obleko Spider-Mana ter se poda v spopad. Pri tem prekine iluzije in besni Beck ga napade z droni. Parker ponovno prevzame nadzor nad E.D.I.T.H. in premaga Becka, katerega zadene neustrezen strel iz enega od dronov. Preden umre, Beck enemu od svojih sodelavcev sporoči, naj pridobi podatke iz dronov. Po vrnitvi v New York City Parker začne razmerje z Mary Jane.
V prizoru po koncu filma J. Jonah Jameson iz TheDailyBugle.net predvaja prirejen posnetek londonskega incidenta, v katerem Beck obtoži Spider-Mana, da ga je napadel z dronom in ga ubil. Preden Beck umre, svetu razkrije skrivno identiteto Spider-Mana, kar precej šokira Parkerja. Pozneje se razkrije, da sta Fury in Hill preoblečena Skrulla, Talos in Soren, po ukazih pravega Furyja, medtem ko je on v vesolju in poveljuje skupini Skrullov.

## Vloge
- Tom Holland – Peter Parker (Spider-Man)
- Samuel L. Jackson – Nick Fury
- Zendaya – Mary Jane Watson
- Cobie Smulders – Maria Hill
- Jon Favreau – Happy Hogan
- J. B. Smoove – Julius Dell
- Jacob Batalon – Ned Leeds
- Martin Starr – Roger Harrington
- Tony Revolori – Eugene "Flash" Thompson
- Marisa Tomei – May Parker
- Jake Gyllenhaal  – Quentin Beck (Mysterio)